# 杜罗河畔阿尔马拉斯
杜罗河畔阿尔马拉斯（西班牙語：Almaraz de Duero）是西班牙卡斯蒂利亚-莱昂萨莫拉省的一个市镇。 总面积46平方公里，总人口452人（2001年），人口密度10人/平方公里。